# Ordinea de succesiune la tronul Iordaniei

Steagul regal al Prințului Moștenitor

Ordinea de succesiune la tronul iordanian este ordinea oamenilor care sunt eligibili pentru a succeda la tronul Regatului Hașemit al Iordaniei. Succesiunea este reglementată de articolul 28 din Constituția Iordaniei. 

## Reguli de succesiune
Tronul trece în funcție de primogenitura agnatică, care poate fi ocolită prin decret. Singurele persoane eligibile să succeadă la tronul Iordaniei sunt bărbați musulmani, sănătoși mintal, care sunt descendenți legitimi și agnați ai lui Abdullah I al Iordaniei, născuți din părinți musulmani. 
Regele are dreptul de a numi pe unul dintre frații săi ca moștenitor al tronului. Dacă regele moare fără să aibă vreun fiu sau fără să fi numit un frate ca succesor, tronul revine persoanei pe care Adunarea Națională o alege dintre urmașii lui Hussein bin Ali, șerif din Mecca, fondatorul Revoltei Arabe . 
Unei persoane i se poate interzice succesiunea la tron prin decret regal pe motiv de inadecvare. Descendenții săi nu ar fi însă excluși automat. 

## Ordinea succesiunii
- Regele Hussein I al Hejazului (1854–1931)
  -  Regele Abdullah I (1882–1951)
    -  Regele Talal (1909–1972)
      -  Regele Hussein (1935–1999)
        -  Regele Abdullah al II-lea (născut 1962)
          - (1) Prințul Moștenitor Hussein (n. 1994)
          - (2) Prințul Hashem (n. 2005)

        - (3) Prințul Faisal (n. 1963)
          - (4) Prince Omar (b. 1993)
          - (5) Prințul Abdullah (n. 2016)
          - (6) Prințul Muhammad (n. 2017)

        - (7) Prințul Ali (n. 1975)
          -  (8) Prințul Abdullah (n. 2007)

        - (9) Prințul Hamzah (n. 1980)
          - (10) Prințul Hussein (n. 2019)

        - (11) Prințul Hashim (n. 1981)
          - (12) Prințul Hussein Haidara (n. 2015)
          - (13) Prințul Mohammad Al Hassan (n. 2019)

      - (14) Prințul Muhammad (n. 1940)
        - (15) Prințul Talal (n. 1965)
          - (16) Prințul Hussein (n. 1999)
          - (17) Prințul Muhammad (n. 2001)

        - (18) Prințul Ghazi (n. 1966)
          - (19) Prințul Abdullah (n. 2001)

      - (20) Prințul Hassan (n. 1947)
        - (21) Prințul Rashid (n. 1979)
          - (22) Prințul Hassan (n. 2013)
          - (23) Prințul Talal (n. 2016)

    - Prințul Naif (1914–1983)
      - (24) Prințul Ali (n. 1941)
        - (25) Prințul Muhammad (n. 1973)
          - (26) Prințul Hamzah (n. 2007)
          - (27) Prințul Ja'afar (n. 2007)

      - (28) Prințul Asem (n. 1948)
        - (29) Prințul Nayef (n. 1998)

  -  Prințul Zeid (1898–1970)
    -  (30) Prințul Ra'ad (născut 1936)
      - (31) Prințul Zeid al II-lea (n. 1964)
        - (32) Prințul Ra'ad al II-lea (n. 2001)

      - (33) Prințul Mired (n. 1965)
        - (34) Prințul Rakan (n. 1995)
        - (35) Prințul Jafar (n. 2002)

      - (36) Prințul Firas (n. 1969)
        - (37) Prințul Hashem (n. 2010)

      - (38) Prințul Faisal (n. 1975)
        - (39) Prințul bin Faisal (n. 2013)

## Lista moștenitorilor prezumtivi și moștenitorii aparent de-a lungul istoriei

### Moștenitorul aparent al lui Abdullah I
- 1946–1951: Talal bin Abdullah, fiul cel mai mare al lui of Abdullah I

### Moștenitorul aparent al lui Talal
- 1951–1952: Hussein bin Talal, the eldest son of Talal

### Moștenitorii prezumtivi și moștenitorii aparenți ai lui Hussein
- 1952–1962: Muhammad bin Talal, fratele mai mare al lui Hussein (moștenitor prezumtiv)
- 1962–1965: Abdullah bin Hussein, fiul cel mai mare al lui Hussein (moștenitor aparent)
- 1965–1999: Hassan bin Talal, cel de-al doilea frate al lui Hussein (moștenitor aparent)
- 1999: Abdullah bin Hussein, fiul cel mai mare al lui Hussein (moștenitor aparent)

Fratele regelui Hussein, prințul Muhammad, a fost moștenitorul prezumtiv al tronului până la nașterea fiului cel mai mare al lui Hussein, Abdullah. Abdullah a fost moștenitorul tatălui său de la nașterea sa în 1962 până în 1965, când regele Hussein a decis să-l numească pe fratele său Hassan, în vârstă de 18 ani, ca moștenitor aparent din cauza perioadelor instabile din anii 1960.
La scurt timp după căsătoria sa cu regina Noor, regele Hussein i-a cerut fratelui său să îl numească pe prințul Ali (fiul cel mai mare al lui Hussein din căsătoria sa cu regina Alia) ca moștenitor. Cu toate acestea, până în 1992, Hussein s-a răzgândit. Pe lângă propriii fii, regele a luat în considerare ca nepotul său, prințul Talal bin Muhammad, să fie posibilul său moștenitor. În sfârșit, la 25 ianuarie 1999, cu puțin înainte de moartea sa, Hussein l-a proclamat din nou pe Abdullah moștenitorul său și a fost succedat de el la moartea sa.

### Moștenitori aparenți ai lui Abdullah al II-lea
- 1999–2004: Hamzah bin Al Hussein, al treilea frate al lui Abdullah al II-lea (prin decret)
- 2004–prezent: Hussein bin Al Abdullah, cel mai mare fiu al lui Abdullah al II-lea (2004-09 prin Constituție; 2009-prezent prin decret și Constituție)